# Эрик Рефилссон
Эрик Рефилссон (швед. Erik Refilsson) — полулегендарный король Швеции из династии Мунсё, жил предположительно в начале IX века.
Эрик Рефилссон упоминается в одной из старейших дошедших до нас саг, «Саге о Хервёр»:

Тогда власть принял Эйрик сын Ревиля; он был великий воин и очень могущественный конунг.— Сага о Хервёр и Хейдреке
Возможно, Эрик был очень успешным правителем. Как упоминается в житии Ансгара, когда тот со своим агиографом Римбертом прибыли второй раз в Бирку, святой увидел, что местные жители стали поклоняться умершему королю Эрику. Возможно, что в житии идет речь не об Эрике Рефилссоне, а о его дяде Эрике Бьёрнсоне.
Согласно «Младшей Эдде», при дворе Эрика жил скальд Ярл Альв Маленький.